# زايد بن خليفة آل نهيان
زايد بن خليفة بن شخبوط بن ذياب بن عيسى آل نهيان الفلاحي (1837-1909)، ويعرف أيضا بزايد الأول أو زايد الكبير، هو الحاكم السابع لإمارة أبوظبي من 1855 وحتى وفاته سنة 1909. أصبح حاكما للإمارة خلفا لإبن عمه سعيد بن طحنون
وهو ايضا امير حلف بني ياس (اماره البحرين وابوظبي ودبي ) وتراس ايضا الحلف الهناوي ضد الحمله الوهابيه بقياده السعوديه الثانيه ، وقد اثبت نفسه امام المعتدين وصد الكثير من الهجمات القادمه من الاوربين والاتراك والوهابيه .

ومن اشد حروبه حربه على العثمانين وتمكن من بعدها فرض الهيمنه عليهم وعلى ال ثاني وال سعود جميعا .

## حياته
عندما تسلم مقاليد الحكم في إمارة أبوظبي بعد اجتماع كبار و أعيان قبيلة بني ياس واختياره لخلافة الشيخ سعيد بن طحنون بعد مغادرة الأخير أبوظبي. قام الشيخ سعيد بن طحنون بمهاجمة أبوظبي ونجح في الإستيلاء عليها بعد مساعدة من شيخ القواسم الشيخ سلطان بن صقر القاسمي وعندما وصل الشيخ زايد بن خليفة إلى قلعة المقطع بعد غياب عن العاصمة وقام بمحاصرة القلعة على مشارف أبوظبي وواجه قوات الشيخ سعيد بن طحنون وتمكن الشيخ زايد بن خليفة من إلحاق الهزيمة بقوات الشيخ سعيد بن طحنون وراح ضحية هذه المعركة الشيخ سعيد بن طحنون وشقيقه الشيخ حمدان بن طحنون. 
عرف بداية عهده أيضا صراعا مع القواسم انتهت بمقتل حاكم الشارقة خالد بن سلطان القاسمي سنة 1868. وفي سنة 1870 تمكن بالتحالف مع قوات عمانية من إجبار السعوديين على الانسحاب من واحة البريمي. شهد عهده كذلك في سنة 1880 حربا مع قطر. أصبحت أبوظبي في عهده قوة سياسية وعسكرية بارزة في إمارات الساحل المتصالح.
وفي فبراير عام 1906م, جمع الشيخ زايد بن خليفة قواته بهدف دعم قبيلة البلوش ضد قبيلة بني قتب بعد تمرد قبيلة بني قتب و هجومهم على قبيلة البلوش في المازم بعدما طالبت قبيلة البلوش باستخلاص الدية من بني قتب من الشيخ زايد بن خليفة, ومنها جمع الشيخ زايد بن خليفة آل نهيان، حاكم أبوظبي [1855 – 1909]، قواته لدعم قبيلة البلوش وتعزيز موقفهم في مواجهة قبيلة بني قتب.
و خلال الاجتماع الذي عُقد في أبريل 1906، تم التوصل إلى اتفاق مكتوب يحدد مناطق النفوذ بين الحكام ويضع الأساس لحل النزاع. تولى الشيخ زايد بن خليفة مسؤولية متابعة جميع المطالب التي رفعتها قبيلة البلوش ضد قبيلة بني قتب، مهما كانت صغيرة أو كبيرة. لضمان تنفيذ هذه المطالب، أوكل المهمة لواليه أحمد بن هلال، الذي عمل على تحقيق العدالة وفقًا لما ورد في الاتفاق.
وبعد وفاته في سنة 1909 شهدت أبوظبي أزمات سياسية كثيرة وتنقل الحكم بين أبنائه الشيخ طحنون بن زايد والشيخ حمدان بن زايد والشيخ سلطان بن زايد والشيخ صقر بن زايد وذلك في الفترة من عام 1909 إلى عام 1928.

## زوجاته وأبناؤه
تزوج الشيخ زايد بن خليفة خمس مرات وأنجب 8 أبناء ذكور وبنت واحدة أما زوجاته وأبناؤه فهم:
مريم بنت محمد بن سيف بن زايد الفلاحي، فولدت له:
- سعيد بن زايد بن خليفة آل نهيان.
- هزاع بن زايد بن خليفة آل نهيان.
- حمدان بن زايد بن خليفة آل نهيان، (الحاكم التاسع لإمارة أبوظبي).
- سلطان بن زايد بن خليفة آل نهيان، (الحاكم العاشر لإمارة أبوظبي).
- شما بنت زايد بن خليفة آل نهيان.

حصة بنت راشد بن عبد العزيز بن حميد النعيمي فولدت له:
- محمد بن زايد بن خليفة آل نهيان.

حصة بنت مكتوم بن حشر بن مكتوم آل مكتوم فولدت له:
- صقر بن زايد بن خليفة آل نهيان.

لطيفة بنت طحنون بن شخبوط آل نهيان فولدت له:
- طحنون بن زايد بن خليفة آل نهيان (الابن الثاني للشيخ زايد بن خليفة والحاكم الثامن لإمارة أبوظبي).

ميثاء بنت سالمين بورحمه المنصوري فولدت له:
- خليفة بن زايد بن خليفة آل نهيان (إبنه البكر).[5]

## الهوامش
1. ↑  حمد المرر، حمد. "https://rattibha.com/thread/1659525281999122435". رتبها. مؤرشف من الأصل في 29 يناير 2025. اطلع عليه بتاريخ 28/11. {{استشهاد ويب}}: تحقق من التاريخ في: |تاريخ الوصول= (مساعدة) وروابط خارجية في |عنوان= (مساعدة)صيانة الاستشهاد: BOT: original URL status unknown (link)
2. 1 2  Heard-Bey, Frauke (1982). From trucial states to United Arab Emirates : a society in transition (بالإنجليزية). Internet Archive (2nd ed.). London ; New York : Longman. p. 64. ISBN:978-0-582-78032-3. LCCN:82016212. OCLC:8709151. OL:21556342M. {{استشهاد بكتاب}}: تحقق من التاريخ في: |سنة= and |سنة= / |تاريخ= mismatch (help)
3. ↑  "زايد الأول وزايد بن سلطان.. تشابها في الاســــــم والفكر والطموح فكانت الإمارات - ملاحق - رمضان - مع الناس - البيان". www.albayan.ae. مؤرشف من الأصل في 2020-04-12. اطلع عليه بتاريخ 2020-04-12.
4. ↑  الفوائد في تاريخ الإمارات والاوابد للكاتب محمد بن سعيد بن غباش.
5. ↑  "قصر الحصن عنوان نفوذ بني ياس في أبوظبي – مركز جمال بن حويرب للدراسات". مؤرشف من الأصل في 2021-12-23. اطلع عليه بتاريخ 2021-12-22.